# Eugene Lindsey
Eugene E. Lindsey (ur. 2 lipca 1905 w Sprague, zm. 4 czerwca 1942 pod Midway) – Lieutenant commander,  pilot bombowców torpedowych amerykańskiej marynarki wojennej, w czasie bitwy pod Midway dowódca 6. eskadry torpedowej (VT-6) lotniskowca USS „Enterprise” (CV-6).
Urodził się 2 lipca 1905 roku w Sprague  w stanie Waszyngton, akademię marynarki wojennej w Annapolis ukończył w 1927 roku. Służył następnie w kilku eskadrach pokładowych i rozpoznawczych, w tym lotniskowca USS „Lexington” (CV-2). W lipcu 1938 roku ukończył studia podyplomowe w zakresie inżynierii lotniczej.  3 czerwca 1940 roku otrzymał dowództwo 6. eskadry torpedowej (VT-6) lotniskowca USS „Enterprise” (CV-6). Po wybuchu wojny na Pacyfiku, w lutym 1942 roku wraz ze swoim okrętem wziął udział w rajdzie na Wyspy Marshalla i Gilberta. 4 czerwca w czasie bitwy pod Midway, dowodzona przez niego eskadra VT-6 zaatakowała japońskie lotniskowce admirała Chūichi Nagumo tracąc w tym ataku 10 spośród 14 TBD Devastatorów eskadry, sam zaś Lindsey poniósł śmierć zestrzelony podczas ataku na lotniskowiec „Kaga”. Gdy nad japoński zespół przybyły z opóźnieniem bombowce nurkujące SBD Dauntless z eskadr VB-6 i VS-6, eskadra Lindseya kończyła właśnie swój atak, co umożliwiło Dauntlessom z macierzystego okrętu Lindseya niepostrzeżone przedostanie się nad okręty Kido Butai
W uznaniu „niezwykłego heroizmu w operacji przeciw wrogowi”, Eugene Lindsey został pośmiertnie odznaczony Navy Cross – najwyższym odznaczeniem bojowym marynarki – oraz Purple Heart, jego imię otrzymał też  niszczyciel USS „Lindsey” (DD-771), zaś eskadra VT-6 otrzymała najwyższe odznaczenie bojowe przyznawane jednostkom wojskowym – Presidential Unit Citation.